# Parafia Świętych Apostołów Piotra i Pawła w Borzysławcu
Parafia pw. Świętych Apostołów Piotra i Pawła w Borzysławcu – parafia rzymskokatolicka, należąca do dekanatu Goleniów, archidiecezji szczecińsko-kamieńskiej, metropolii szczecińsko-kamieńskiej. Obejmuje cztery miejscowości: Borzysławiec, Lubczynę, Kępy Lubczyńskie i Komarowo. W parafii posługują księża archidiecezjalni. Według stanu na grudzień 2023 proboszczem jest ks. mgr lic. Mariusz Bator. 

## Historia
Założoną w XVIII wieku wieś zamieszkiwali głównie katoliccy osadnicy, od początku istniała tu świątynia katolicka. Pierwszą parafię rzymskokatolicką wydzielono 10 lutego 1866 roku z parafii szczecińskiej. Jej powstanie zostało zatwierdzone przez władze pruskie 27 sierpnia tegoż roku.
W czasach polskich w kościele posługiwali początkowo księża chrystusowcy dojeżdżający z parafii pw. św. Katarzyny w Goleniowie. Samodzielną parafię erygował powtórnie 28 czerwca 1957 roku biskup Teodor Bensch. Została ona oddana pod opiekę księżom diecezjalnym.

## Świątynie
- Kościół parafialny pw. Świętych Apostołów Piotra i Pawła w Borzysławcu;
- Kościół filialny pw. Przemienienia Pańskiego w Komarowie[1].

## Proboszczowie
W czasach niemieckich jako proboszczowie posługiwali:
- ks. Albert Hirsch (1931–1944).

W czasach polskich jako proboszczowie posługiwali:
- ks. Kazimierz Adamczak (1957–1961);
- ks. Kazimierz Kowalczyk (1961–1968);
- ks. Feliks Kurczewski (1968–1974);
- ks. Czesław Lachowicz (1974–1976);
- ks. Józef Walewicz (1976–30 czerwca 1997);
- ks. kan. Henryk Silko (1 lipca 1997–2007);
- ks. dziekan Janusz Skałecki (2007-2009);
- ks. Adam Staśkowiak (2009–15 października 2023);
- ks. mgr lic. Mariusz Bator (od 16 października 2023)[3].